# Рес
Рес, також Рез (грец. Ρήσος) — персонаж давньогрецької міфології, річковий бог. Син річкового бога Стрімона та музи Калліопи, міфічний фракійський володар, союзник троянців.
Мав чарівних білих коней, які були швидші од вітру. За післягомерівськими міфами, оракул провістив, що ахейці не здобудуть Трої, поки коні Реса не нап'ються води із Скамандру. Одіссей і Діомед, дізнавшись від троянського вивідача Долона про місцеперебування Реса, пробрались уночі до троянського табору і захопили коней, убивши їхнього господаря.
Мав дружину Аргантону, яка взнавши про його загибель або заподіяти собі смерть голодом на тому місці, де вперше з ним зустрілась, безперервно викрикуючи його ім'я, або вирушила до Трої, де померла від горя над тілом Реса.